# Felinia kebea
Felinia kebea är en fjärilsart som beskrevs av George Thomas Bethune-Baker 1906. Felinia kebea ingår i släktet Felinia och familjen nattflyn. Inga underarter finns listade i Catalogue of Life.